# Esteban Velásquez
Esteban Jorge Velásquez Núñez (Calama, 26 de diciembre de 1962) es un profesor de Estado y político chileno, miembro del partido Federación Regionalista Verde Social (FRVS). Desde marzo de 2022, se desempeña como senador de la República en representación de la Circunscripción 3, Región de Antofagasta, por el periodo legislativo 2022-2030.
Previamente, ejerció como diputado en representación del distrito n° 13 de la misma región, desde 2018 hasta 2022. Asimismo, fungió como concejal (2000-2004) y como alcalde (2004-2016) de la comuna de Calama, sirviendo en este último bajo dos periodos consecutivos.

## Familia y estudios
Nació en Calama, el 26 de diciembre de 1962, hijo de Irineo Velázquez Alvarado y Marta Núñez Romero. Su hermano Hernán, se desempeñó como concejal de dicha comuna entre 2008 y 2016, y desde 2021 ejerce como miembro de la Convención Constitucional.
Realizó su enseñanza básica en la Escuela de la Población O'Higgins y su enseñanza media en el Instituto Obispo Luis Silva Lezaeta, ambos de la comuna de Calama, en la Región de Antofagasta. Su educación superior la cursó en la Universidad de Tarapacá, donde obtuvo el título de profesor de Estado en 1985, cursando en 1989, un posgrado de orientación educacional en la misma casa de estudios; y en 1996, un magíster en educación, especialidad en administración educacional.
Está casado con Annabella Lizama, con quien es padre de tres hijos.

## Trayectoria profesional
Al año siguiente de titularse como profesor, trabajó en el Liceo Domingo Santa María de Arica, cargo que desempeñó hasta 1989. En 1990, regresó a la ciudad de Calama, donde fue profesor de aula y orientador educacional en el Colegio Juan Pablo Segundo de Calama, hasta el año 1992.
En 1993 se desempeñó como director del Colegio Calama, Particular Subvencionado de Calama, cargo que desempeñó hasta el año 2000.
Entre los años 2001 y 2004, ocupó el cargo de director regional en Antofagasta de la Junta Nacional de Auxilio Escolar y Becas (JUNAEB), alejándose momentáneamente del trabajo en las aulas.
En 2005, tras no resultar electo en las elecciones municipales del año anterior, volvió a la actividad académica y se desempeñó como director del Colegio «Catherine Booth» del Ejército de Salvación de Calama, siendo el último lugar donde ejerció su vocación de profesor, puesto que en 2008, es electo alcalde de la comuna Calama.
En enero de 2017, asumió como Coordinador de Centros de Padres en la Corporación de Desarrollo Social del municipio de Antofagasta.

## Trayectoria política

### Concejal de Calama
Su trayectoria en política se inició en las elecciones municipales de 2000, en que postuló en representación del Partido por la Democracia (PPD), al sillón edilicio de su natal Calama, siendo electo concejal, con 1407 votos, equivalentes a 2,69 % de los sufragios.
En el año 2004, renunció al PPD para postular como alcalde de la Municipalidad de Calama, en las primeras elecciones directas del cargo, en la que obtuvo 14 749 votos, equivalentes al 29,84 de los sufragios, no resultando electo.

### Alcalde de Calama
Para las elecciones municipales de 2008, fue electo alcalde como candidato independiente dentro de la Lista A «Por un Chile Limpio», pacto electoral encabezado por el Partido Regionalista de los Independientes (PRI), resultando electo con 21 277 votos, equivalentes al 43,3 % de los votos. En esta oportunidad derrota a su contendor en las municipales de 2004, Arturo Molina.
El 29 de agosto de 2011, convocó un importante paro en la ciudad de Calama, que afectó a la economía nacional y con el que logró la atención de las autoridades centrales para dar respuesta a necesidades. Con ello se logró la ampliación de avenidas, la construcción del Hospital Carlos Cisterna, el estadio Zorros del Desierto, entre otros. Como alcalde, se desempeñó como Coordinador de la Asociación de Alcaldes del Norte, unidos bajo el lema "Un solo Norte".
En 2012, para las elecciones municipales de octubre de ese año, postuló a la reelección, como Independiente, en la Lista del Partido Progresista (PRO), resultado electo con 23.769 votos, equivalentes al 58,10 % de los sufragios.
Paralelamente, formó parte de la «Comisión Asesora Presidencial en Descentralización y Desarrollo Regional», creada el 4 de abril de 2014 por la entonces presidenta de la República Michelle Bachelet, en el marco de su segundo gobierno.
El año 2016, decidió repostular por un tercer periodo como alcalde de Calama, esta vez como independiente fuera de pacto. Obtuvo 7293 votos, equivalentes al 21,68 % de los sufragios, lo que implicó que no lograra la reelección. Tras perder la reelección como alcalde de Calama, el 16 de noviembre de 2016, renunció a su cargo para competir por un cupo en la Cámara de Diputados.

### Diputado
Este nuevo desafío electoral, en un primer momento competiría por el Frente Amplio (FA), en un cupo del Partido Poder Ciudadano, sin embargo, terminó postulando por la Federación Regionalista Verde Social (FRVS). En agosto de 2017, inscribió su candidatura a diputado por el distrito N.º 3 que comprende las comunas de Antofagasta, Calama, María Elena, Mejillones, Ollagüe, San Pedro de Atacama, Sierra Gorda, Taltal y Tocopilla de la Región de Antofagasta. En las elecciones parlamentarias de 2017, resultó elegido diputado con 10 603 votos, equivalentes al 6,20 % de sufragios, por el periodo legislativo 2018-2022.
En el periodo, integró las comisiones permanentes de Minería y Energía; Desarrollo Social, Superación de la Pobreza y Planificación; Ética y Transparencia; y Régimen Interno y Administración. Además, integró las comisiones especiales investigadoras (CEI) sobre: Eventuales irregularidades en el Ministerio de Obras Públicas en la región de La Araucanía; y Acuerdo entre Corfo y Soquimich sobre la explotación del litio en el Salar de Atacama, siendo presidente de esta última. Así como también, fue designado para formar parte de la Comisión Revisora de la Acusación Constitucional contra los ministros de la Corte Suprema de Chile, el máximo tribunal de la República. Por otra parte, fue uno de los autores del primer, segundo y tercer retiro del 10% de los fondos previsionales; y del proyecto de reforma constitucional que establece un derecho a la compensación económica denominado "royalty minero" a la extracción del cobre y litio de un 3%.[cita requerida]
Perteneció al Comité parlamentario Mixto Humanista-Federación Regionalista Verde Social-Ecologista Verde-Independientes.

### Senador
En agosto de 2021, inscribió su candidatura al Senado, en representación su partido, por la Circunscripción 3, Región de Antofagasta, por el periodo 2022-2030. En las elecciones parlamentarias de noviembre, resultó elegido en el pacto «Apruebo Dignidad» con 39.580 votos, correspondientes al 21,15%[8] del total de los sufragios válidamente emitidos, obteniendo la primera mayoría en la Circunscripción. Asumió el cargo el 11 de marzo de 2022, pasando a integrar las comisiones permanentes de Minería y Energía; de Gobierno, Descentralización y Regionalización; y la Especial del Adulto Mayor.

## Historial electoral

### Elecciones municipales de 2004
- Elecciones municipales de 2004, para la alcaldía de Calama[14]

### Elecciones municipales de 2008
- Elecciones municipales de 2008, para la alcaldía de Calama[15]

### Elecciones municipales de 2012
- Elecciones municipales de 2012, para la alcaldía de Calama[16]

### Elecciones municipales de 2016
- Elecciones municipales de 2016, para la alcaldía de Calama[17]

### Elecciones parlamentarias de 2017
- Elecciones parlamentarias de 2017, candidato a diputado por el distrito 3 (Antofgasta, Calama, María Elena, Mejillones, Ollagüe, San Pedro de Atacama, Sierra Gorda, Taltal y Tocopilla)

### Elecciones parlamentarias de 2021
- Elecciones parlamentarias de 2021, candidato a senador por la Circunscripción 3, Región de Antofagasta.[18]